# John Brightman, Baron Brightman
John Anson Brightman, Baron Brightman PC (* 20. Juni 1911 in Sandridge, City and District of St Albans, Hertfordshire; † 6. Februar 2006) war ein britischer Jurist, der zuletzt als Lord of Appeal in Ordinary aufgrund des Appellate Jurisdiction Act 1876 als Life Peer auch Mitglied des House of Lords war.

## Leben
Nach dem Besuch des Marlborough College absolvierte Brightman, dessen Vater Solicitor war, ein Studium der Rechtswissenschaften am St John’s College der University of Cambridge und erhielt 1932 die anwaltliche Zulassung bei der Rechtsanwaltskammer (Inns of Court) von Lincoln’s Inn, woraufhin er eine Tätigkeit als Barrister aufnahm. Zu Beginn des Zweiten Weltkrieges wurde er 1939 Seemann bei der Handelsmarine und diente anschließend zwischen 1940 und 1946 bei der  Royal Naval Volunteer Reserve (RNVR). Zuletzt wurde er dort 1944 zum Korvettenkapitän befördert und war bis 1946 stellvertretender Marineattaché in der Türkei.
Anschließend nahm er seine anwaltliche Tätigkeit wieder auf und fungierte darüber hinaus zwischen 1955 und 1960 als Mitglied des Generalrates der Anwaltschaft. Brightman, der 1961 Kronanwalt (Queen’s Counsel) sowie 1966 sogenannter „Bencher“ der Anwaltskammer von Lincoln’s Inn war, war zwischen 1966 und 1970 erneut Mitglied des Generalrates der Anwaltschaft. In dieser Zeit war er von 1969 bis 1970 auch Generalstaatsanwalt (Attorney General) des Herzogtums Lancaster sowie Serjeant des County Palatine of Lancashire.
1970 wurde er Richter in der Kammer für Wirtschaftssachen (Chancery Division) an dem für England und Wales zuständigen  High Court of Justice und bekleidete dieses Richteramt bis 1979. Zugleich wurde er 1970 zum Knight Bachelor geschlagen und führte seither den Namenszusatz „Sir“. Während dieser Zeit fungierte er zwischen 1971 und 1974 auch als Richter am Gericht für nationale industrielle Beziehungen.
Nach Beendigung der Richtertätigkeit am High Court of Justice erfolgte 1979 seine Berufung zum Richter (Lord Justice of Appeal) am Court of Appeal, dem für England und Wales zuständigen Appellationsgericht, an dem er bis 1982 tätig war. Daneben wurde er 1979 auch zum Privy Councillor ernannt. 
Zuletzt wurde Bridge durch ein Letters Patent vom 11. März 1982 aufgrund des Appellate Jurisdiction Act 1876 als Life Peer mit dem Titel Baron Brightman, of Ibthorpe in the County of Hampshire, zum Mitglied des House of Lords in den Adelsstand berufen und wirkte bis 1986 als Lordrichter (Lord of Appeal in Ordinary).